# 정열 (1969년 영화)
《정열》(스웨덴어: En passion, 영어: The Passion of Anna)은 1969년 개봉한 스웨덴의 드라마 영화이다. 잉마르 베리만이 감독과 각본을 맡았다.

## 출연

### 주연
- 비비 앤더슨
- 스베아 홀스트
- 얼랜드 조셉슨
- 리브 울만
- 막스 폰 시도우